# Gebrauchtwagen Praxis
Gebrauchtwagen Praxis (Eigenschreibweise: GEBRAUCHTWAGEN PRAXIS) ist ein Fachmedium, das sich an Führungskräfte und Entscheider im Gebrauchtwagenhandel richtet.

## Fachzeitschrift
Das Themenspektrum der monatlich erscheinenden Fachzeitschrift sowie des Web-Auftritts reicht von Fahrzeugeinkauf und -verkauf und Gebrauchtwagenmarketing über rechtliche und steuerliche Aspekte bis hin zu Personalthemen und den Schnittstellen im Service. Managementfragen wie Preisermittlung und Prozesssteuerung werden dabei genauso behandelt wie praktische Tipps zum Vertrieb über Fahrzeugbörsen und das Thema Fahrzeugpräsentation.
Gebrauchtwagen Praxis erscheint mit einer verbreiteten Auflage von 5.946 Exemplaren bei der Vogel Communications Group GmbH & Co. KG.

## Online
Der Onlineauftritt des Fachmediums Gebrauchtwagen Praxis findet im Verbund mit der Fachmedienmarke kfz-betrieb auf dem Portal www.kfz-betrieb.de statt. Die Themeninhalte von Gebrauchtwagen Praxis finden sich in dem Themenkanal Gebrauchtwagen wieder.

## Veranstaltungen
Seit 2006 verleiht Gebrauchtwagen Praxis jährlich den Gebrauchtwagen-Award. Die Auszeichnung geht an Händler, die ihr Gebrauchtwagengeschäft innovativ und professionell betreiben.
Seit 2013 veranstaltet Gebrauchtwagen Praxis zudem jährlich den Deutschen Remarketing Kongress mit der begleitenden Ausstellung REMA-Expo. Auf dem Kongress tauscht sich die Branche über Trends im Gebrauchtwagengeschäft aus. Im Rahmen der REMA-Expo präsentieren sich Dienstleister für Automotive Remarketing.